# Alisalia parallela
Alisalia parallela är en skalbaggsart som beskrevs av Thomas Casey 1911. Alisalia parallela ingår i släktet Alisalia och familjen kortvingar. Inga underarter finns listade i Catalogue of Life.